# NGC 6674
NGC 6674 est une vaste galaxie spirale barrée située dans la constellation d'Hercule. Sa vitesse par rapport au fond diffus cosmologique est de 3 287 ± 10 km/s, ce qui correspond à une distance de Hubble de 48,5 ± 3,4 Mpc (∼158 millions d'al). NGC 6674 a été découverte par l'astronome allemand Albert Marth en 1864.
En raison d'une brillance de surface égale à 14,56 mag/am2, on peut qualifier NGC 6674 de galaxie à faible brillance de surface (LSB en anglais pour low surface brightness). Les galaxies LSB sont des galaxies diffuses (D) avec une brillance de surface inférieure de moins d'une magnitude à celle du ciel nocturne ambiant.
La classe de luminosité de NGC 6667 est II et elle présente une large raie HI.
À ce jour, 18 mesures non basées sur le décalage vers le rouge (redshift) donnent une distance égale à 40,983 ± 14,576 Mpc (∼134 millions d'al), ce qui est à  l'intérieur des valeurs de la distance de Hubble. Notons cependant que c'est avec la valeur moyenne des mesures indépendantes, lorsqu'elles existent, que la base de données NASA/IPAC calcule le diamètre d'une galaxie et qu'en conséquence le diamètre de NGC 6674 pourrait être d'environ 65,9 kpc (∼215 000 al) si on utilisait la distance de Hubble pour le calculer.